# Науман, Иоганн Готлиб
Иоганн Готлиб На́уман (нем. Johann Gottlieb Naumann; 7 апреля 1741, Блазевиц — 23 октября 1801, Дрезден) — немецкий композитор и дирижёр, прославившийся своими операми в Швеции и Дании.

## Биография
Родился в семье землевладельца. Начальное музыкальное образование получил в сельской школе в Лошвице, научившись там играть на фортепиано и органе. В возрасте 13 лет некоторое время был вынужден учиться слесарному делу, но затем смог поступить в одну из латинских школ в Дрездене и там продолжить своё музыкальное образование. В 1757 году совместно с Гейгером Андерсом Весстрёмом отправился в поездку по Италии. С 1759 по 1763 год учился у Джузеппе Тартини в Падуе, Джованни Батиста Мартини в Болонье, а также Иоганна Адольфа Хассе в Венеции. В этот период жизни написал свои первые музыкальные произведения. Свою первую оперу, «Il tesoro insidiato», написал к венецианскому карнавалу 1763 года.
1 августа 1764 года был по рекомендации Хассе и Мартини назначен придворным композитором церковной музыки в Дрездене, а в следующем году вновь отправился в поездку в Италию. В Дрезден был отозван весной 1768 года, где написал, в частности, оперу «La clemenza di Tito» на свадьбу короля Фридриха Августа I. С 1772 по 1774 год работал в Мюнхене, затем снова вернулся в Италию, в Падуе и Венеции написал пять опер, став вскоре известным оперным композитором и в 1776 году отказался от приглашения в Берлин, предпочтя стать придворным капельмейстером в Дрездене. В 1777 году принял приглашение шведского короля Густава III, где работал в Королевской опере в Стокгольме и реформировал структуру местного придворного оркестра. В 1786 году поставил в Швеции получившую большую популярность оперу «Густав Ваза» и с того же года и до конца жизни работал в Дрездене, был приглашённым дирижёром оперным композитором в Копенгагене в 1785—1786 годах и в Берлине в 1788—1789 годах. В 1792 году женился на дочери датского вице-адмирала, в этот же период из-за усиливающейся глухоты был вынужден отойти от активной музыкальной деятельности.
Был плодовитым композитором, написав за свою жизнь сотни произведений различных жанров, но более всего известен как оперный композитор. Для театра в Палермо написал оперу «Ахилл на Скиросе»; в Венеции была поставлена другая его опера, «Александр в Индии». Позже на итальянских сценах с успехом шли его «Сулейман», «Расстроенная свадьба», «Необитаемый остров», «Армида». В период работы в Стокгольме написал свою первую оперу на шведском языке «Амфион», имевшую большой успех; за ней последовали «Кора» и «Густав Ваза» (также на шведском языке), а в Копенгагене (на датском языке) — «Орфей». Последняя его опера, «Ацис и Галатея», была поставлена в Дрездене в 1801 году. 
Писал также камерную музыку, церковную музыку на латинском, итальянском и немецком языках (8 месс, пассионы и другие оратории, марианские антифоны, оффертории и другие песнопения проприя), элегии, песни. В целом, Науман в Швеции и Дании пользовался большей известностью (главным образом, как оперный композитор), чем на родине.